# Пул (объединение)
Пул (англ. pool) — объединение участников рынка в форме передачи части активов (патентов, лицензий) в общий фонд. Поступившая прибыль от совместной деятельности распределяется между участниками согласно заранее установленной пропорции (квотам), определяемой при вступлении.

## Определение
Согласно БСЭ пул — это форма монополистического объединения, имеющего обычно временный характер. Участники устанавливают правила распределения общих расходов и прибыли.
Согласно БРЭ пул — это совместное объединение предприятий на основе временных деловых соглашений в форме объединения части их активов, усилий или координации действий участников, направленных на достижение их общих, взаимно дополняемых коммерческих целей (например, при страховании рисков по особо крупным и опасным производственным объектам, освоении труднодоступных месторождений, начале производства принципиально новых видов продукции и т.п.).

## Виды пула
Согласно БСЭ и БРЭ пулы имеют следующие виды:
- торговой пул, где участники договариваются о накоплении и отсрочке продажи какой-либо продукции с целью создать дефицит и вызвать повышение цен;
- биржевой пул, которое создаются для спекуляции акциями;
- инвестиционный пул;
- патентный пул, создаётся для совместного накопления и эксплуатации патентов, где участники договариваются о том, какие изобретения использовать и какие законсервировать.
- страховой пул.